# جيم ماير (لاعب كرة قدم أمريكية)
جيم ماير (بالإنجليزية: Jim Meyer)‏ هو لاعب كرة قدم أمريكية أمريكي، ولد في 9 يونيو 1963 في غلينفيو في الولايات المتحدة.

## وصلات خارجية
- جيم ماير على موقع مرجع كرة القدم المحترفة.كوم (الإنجليزية)